# Santé en Capitale-Nationale
Cet article concerne la santé en Capitale-Nationale, une région administrative du Québec.

## Établissements

### Hôpitaux

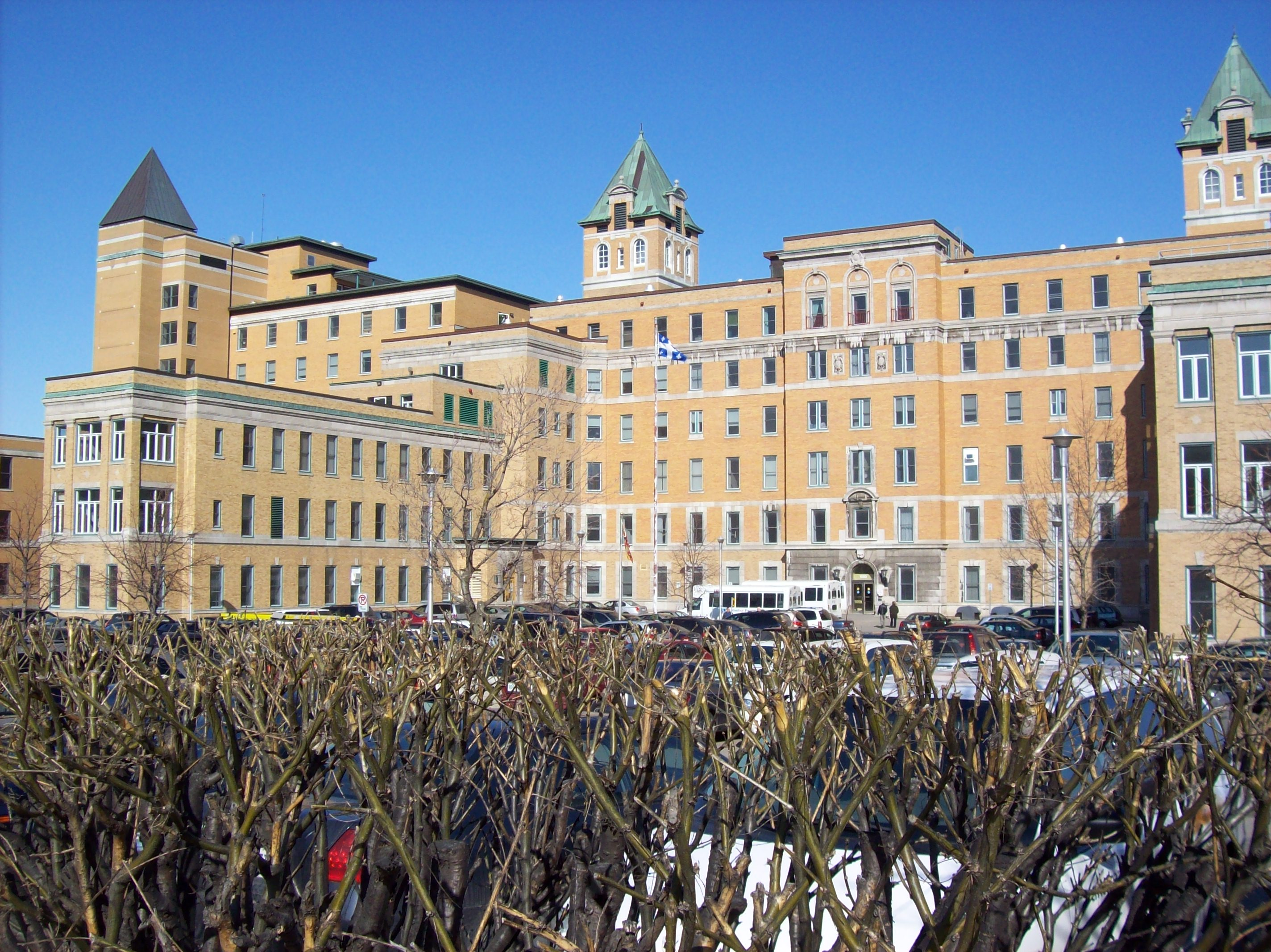
Hôpital du Saint-Sacrement.

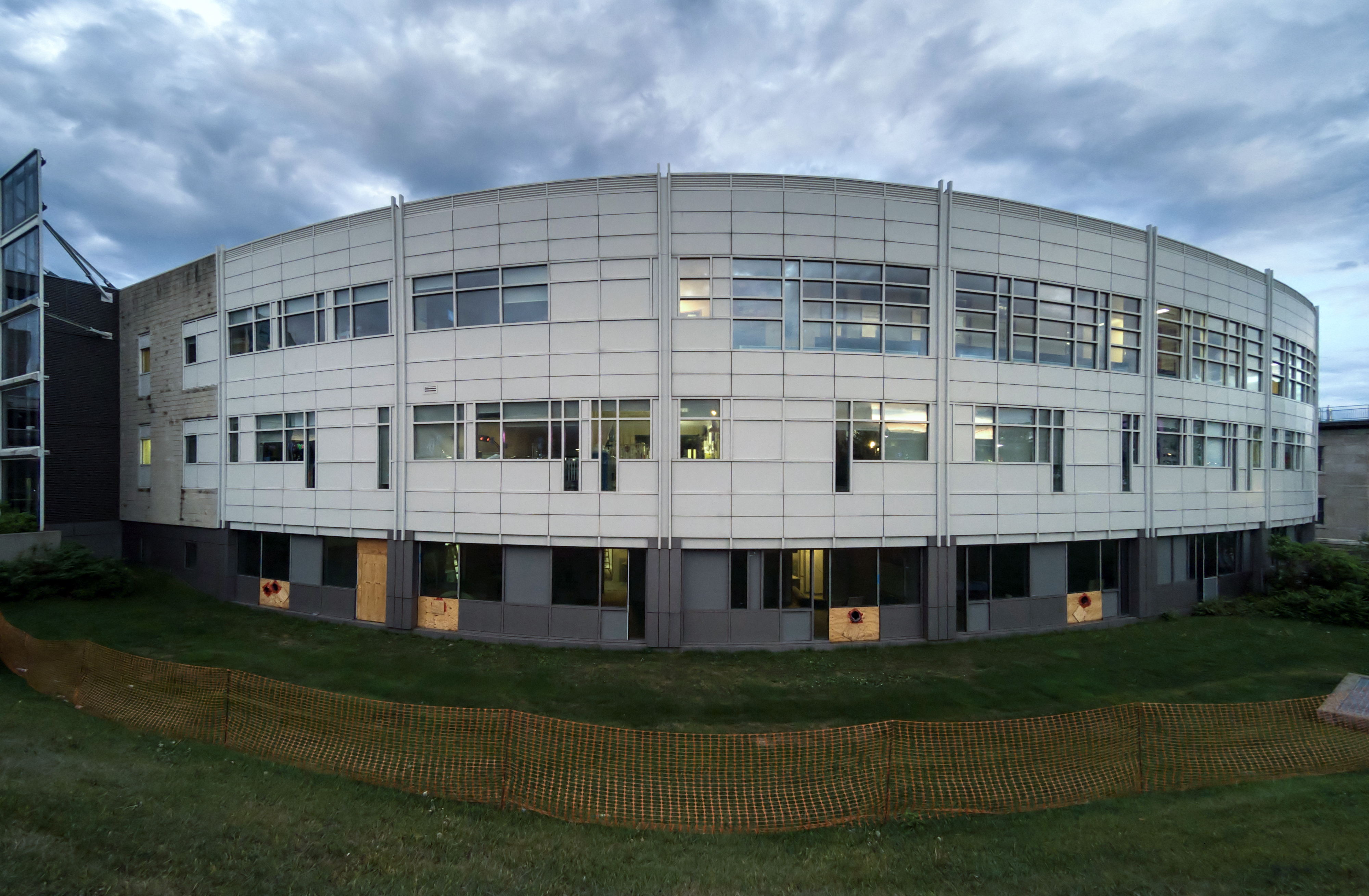
Centre hospitalier de l'Université Laval.

9 hôpitaux de la région sont situés dans la ville de Québec :
- Centre hospitalier universitaire de Québec (hôpitaux indépendants du CISSS régional)
  - Centre hospitalier de l'Université Laval
  - Hôtel-Dieu de Québec
  - Hôpital du Saint-Sacrement
  - Hôpital Saint-François d'Assise
  - Hôpital de l'Enfant-Jésus
- Institut universitaire en santé mentale de Québec
- Institut universitaire de cardiologie et de pneumologie de Québec
- Hôpital Jeffery Hale Saint Brigid's
- Hôpital Chauveau

4 se trouvent à l'est de la ville de Québec :
- Hôpital de Baie-Saint-Paul
- Hôpital de La Malbaie
- Hôpital de Sainte-Anne-de-Beaupré

Un seul se trouve à l'ouest de la ville de Québec :
- Hôpital régional de Portneuf

### CLSC
On retrouve des centres locaux de services communautaires (CLSC) dans les localités suivantes :
- Beaupré
- Baie-Saint-Paul
- Baie-Sainte-Catherine
- Donnacona
- L'Ancienne-Lorette
- L'Isle-aux-Coudres
- La Malbaie
- Pont-Rouge
- Portneuf
- Québec
- Rivière-à-Pierre
- Saint-Marc-des-Carrières
- Saint-Pierre-de-l'Île-d'Orléans
- Saint-Raymond
- Saint-Siméon
- Saint-Ubalde

## Administration

### Organisation
La région est desservie par le Centre intégré universitaire de santé et de services sociaux  de la Capitale-Nationale.

### Présidence-direction générale
- Depuis le 1er avril 2015 : Michel Delamarre[1]

### Direction de santé publique
Le directeur de la santé publique de la Capitale-Nationale a le rôle d'informer la population sur différentes situations concernant l'état de santé (mode de vie sain, inégalités sociales de santé, etc) et d'instaurer des consignes pour protéger la santé publique (épidémie, grippe).
- septembre 2000 - 29 juin 2020 : François Desbiens[2]
- 29 juin 2020 - 25 septembre 2020 : Jacques Girard (intérim)
- Depuis le 25 septembre 2020 : André Dontigny[3]